# 吉永莱班
吉永莱班（法語：Guillon-les-Bains，法語發音：[ɡijɔ̃ le bɛ̃]）是法国杜省的一个市镇，属于贝桑松区。

## 地理
吉永莱班（47°19'8"N, 6°23'37"E）面积4.72 平方千米，位于法国勃艮第-弗朗什-孔泰大區杜省，该省份为法国东部内陆省份，北起上索恩省，西接汝拉省，东部及东南部与瑞士接壤，东北部与贝尔福地区省接壤。
与吉永莱班接壤的市镇（或旧市镇、城区）包括：洛蒙叙克雷特、蒙蒂韦尔纳日、蓬莱穆兰、维莱尔圣马尔坦、阿当莱帕萨旺、屈桑斯、帕萨旺。

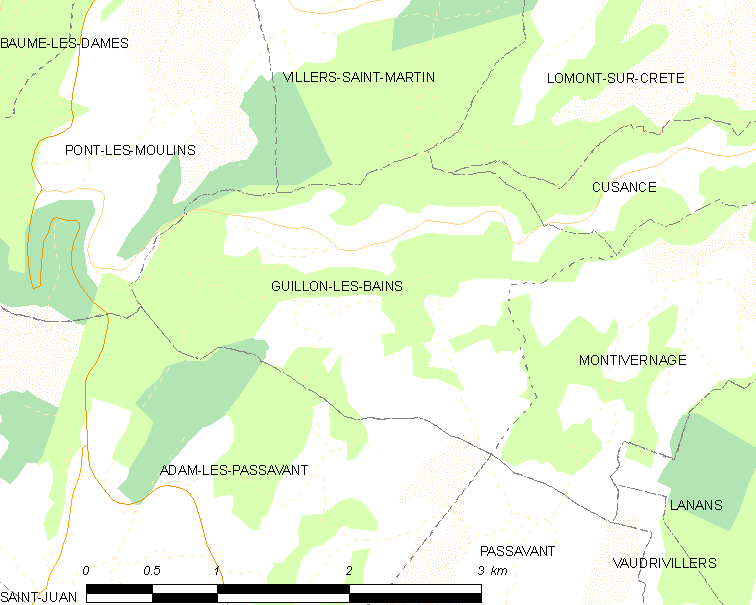
吉永莱班的OSM定位图

吉永莱班的时区为UTC+01:00、UTC+02:00（夏令时）。

## 行政
吉永莱班的邮政编码为25110，INSEE市镇编码为25299。

## 政治
吉永莱班所属的省级选区为博姆莱达姆县。

## 人口

1962-2008年间吉永莱班人口变化图示

吉永莱班于2022年1月1日时的人口数量为109人。